# Asplenium sikkimbirii
Asplenium sikkimbirii är en svartbräkenväxtart som beskrevs av Fraser-jenk. Asplenium sikkimbirii ingår i släktet Asplenium och familjen Aspleniaceae. Inga underarter finns listade.